# Yola (ciutat)
Yola és una ciutat, capital i centre administratiu de l'Estat d'Adamawa, a Nigèria. Localitzada a la vora del riu Benue, té una població de 336.648 habitants (2010). Yola està partida en dues parts. La ciutat vella de Yola on el Lamido (emir) resideix és la ciutat tradicional però la ciutat nova de Jimeta (aproximadament 5 km cap al NW) és el centre administratiu i comercial. Generalment el terme Yola és ara utilitzat per totes dues. Al nord hi ha les muntanyes Mandara i al sud les muntanyes Shebshi amb el pic Dimlang (Vogel), el segon punt més alt (2,042 m) de Nigèria després del Chappal Waddi (muntanya de Mort). Yola és un punt d'accés a la Reserva de la Natura de Gashaka Gumpti que és el parc nacional més gran de Nigèria, la reserva de selva de Ngel Nyaki, la plana de Mambilla, el lloc Patrimoni de la Humanitat de Sukur, el qual fou el primer paisatge cultural a entrar a la Llista de Patrimoni Mundial, les cascades Yadin, l'embassament Kiri Dam (al riu Gongola), el Parc Nacional del Benue (proper però en territori de Camerun), el parc nacional de Waza, i la interessant ciutat camerunesa de Garoua, la qual es troba a la frontera a l'altre costat del riu Benue.

## Història
Es va fundar el 1841 pel fulani Adama, un cap local de la gihad, fidel al moviment islàmic dirigit per Shehu Usman Dan Fodio als primers anys del segle xix. Modibbo Adama va ser reconegut com a erudit musulmà al que podien dirigir-se les persones que habitaven l'àrea del Benue Superior, i fou anomenat Modibo Adama (Modibo o Modibbo és la paraula fulani per indicar "l'instruït"). Probablement el primer europeu per visitar l'àrea fou Heinrich Barth el 1851, poc després de la fundació de Yola; va viatjar per la ruta del Sàhara, arribant a través de Kukawa, prop del Llac Txad, la qual en aquell temps era la capital del sultanat de Bornu.
El territori de Yola s'estén a través dels turons de la regió nord-oriental de Nigèria. Fou la capital d'un emirat fulani (emirat d'Adamaua del nom del fundador) fins que va ser ocupat pels britànics el 1901, si bé l'emirat va subsistir com a poder tradicional. El territori de les planes on actualment hi ha la ciutat, han tingut relació històrica amb el Regne de Mandara. Yola va tenir el primer aeroport a Nigèria i també fou la primera ciutat a tenir electricitat. Avui, és la capital de l'estat d'Adamawa el qual va ser creat el 1991 amb una part de l'antic estat de Gongola (l'altra part va formar l'estat de Taraba).

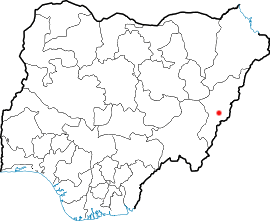
Situació de Yola